# Ullrich Böhme
Ullrich Böhme (* 22. Februar 1956 in Rodewisch) ist ein deutscher Organist. Von 1986 bis 2021 war er Thomasorganist.

## Werdegang
Die Barockorgel im vogtländischen Rothenkirchen weckte Böhmes Orgelbegeisterung: Bereits als 13-Jähriger begleitete er dort die Gottesdienste. 1972 bis 1979 studierte er an der Kirchenmusikschule in Dresden bei Hans Otto und an der Hochschule für Musik „Felix Mendelssohn Bartholdy“ in Leipzig bei Wolfgang Schetelich.
Nach seinem Studium war er bis 1986 als Kantor und Organist an der Kreuzkirche in Karl-Marx-Stadt (heute Chemnitz) tätig. 1985 wurde Böhme unter vielen Bewerbern zum Leipziger Thomasorganisten gewählt und trat das Amt 1986 an. Zu dessen Aufgaben gehört das Orgelspiel bei den Gottesdiensten und den Motetten des Thomanerchores ebenso wie das Basso-continuo-Spiel zu Kantaten, Oratorien und Passionen. Als Organist der Thomaskirche gab er den Anstoß zur Restaurierung der dortigen romantischen Sauer-Orgel und entwarf das Konzept für eine neue barocke Bach-Orgel, die 2000 von der Orgelbaufirma Woehl errichtet wurde.
1994 wurde Böhme zum Honorarprofessor für Orgel an das Kirchenmusikalische Institut der Leipziger Hochschule für Musik und Theater berufen. Er gibt außerdem Interpretationskurse im In- und Ausland.
Nach fast 36 Dienstjahren als Thomasorganist wurde Ullrich Böhme im November 2021 im Dienst in der Motette des Thomanerchors in der Leipziger Thomaskirche in den Ruhestand verabschiedet.

## Auszeichnungen
Böhme wurde 1989 mit dem Kritikerpreis der Leipziger Kulturjournalisten und 2003 mit dem Preis der deutschen Schallplattenkritik (für Die Orgeln von Gottfried Silbermann Vol. 1–8) geehrt.

## Familiäres
Ullrich Böhme ist verheiratet mit Martina Böhme geb. Richter, Dozentin für künstlerisches Orgelspiel an der Evangelischen Hochschule für Kirchenmusik in Halle (Saale). Beide begannen Mitte der 1980er Jahre eine umfangreiche Konzerttätigkeit als Orgel-Duo. Ihr Vater war Kirchenmusikdirektor in Auerbach/Vogtland. 
Ein Sohn der Eheleute Böhme ist der Sänger und Chordirigent Ludwig Böhme.